# Lindenbrauerei

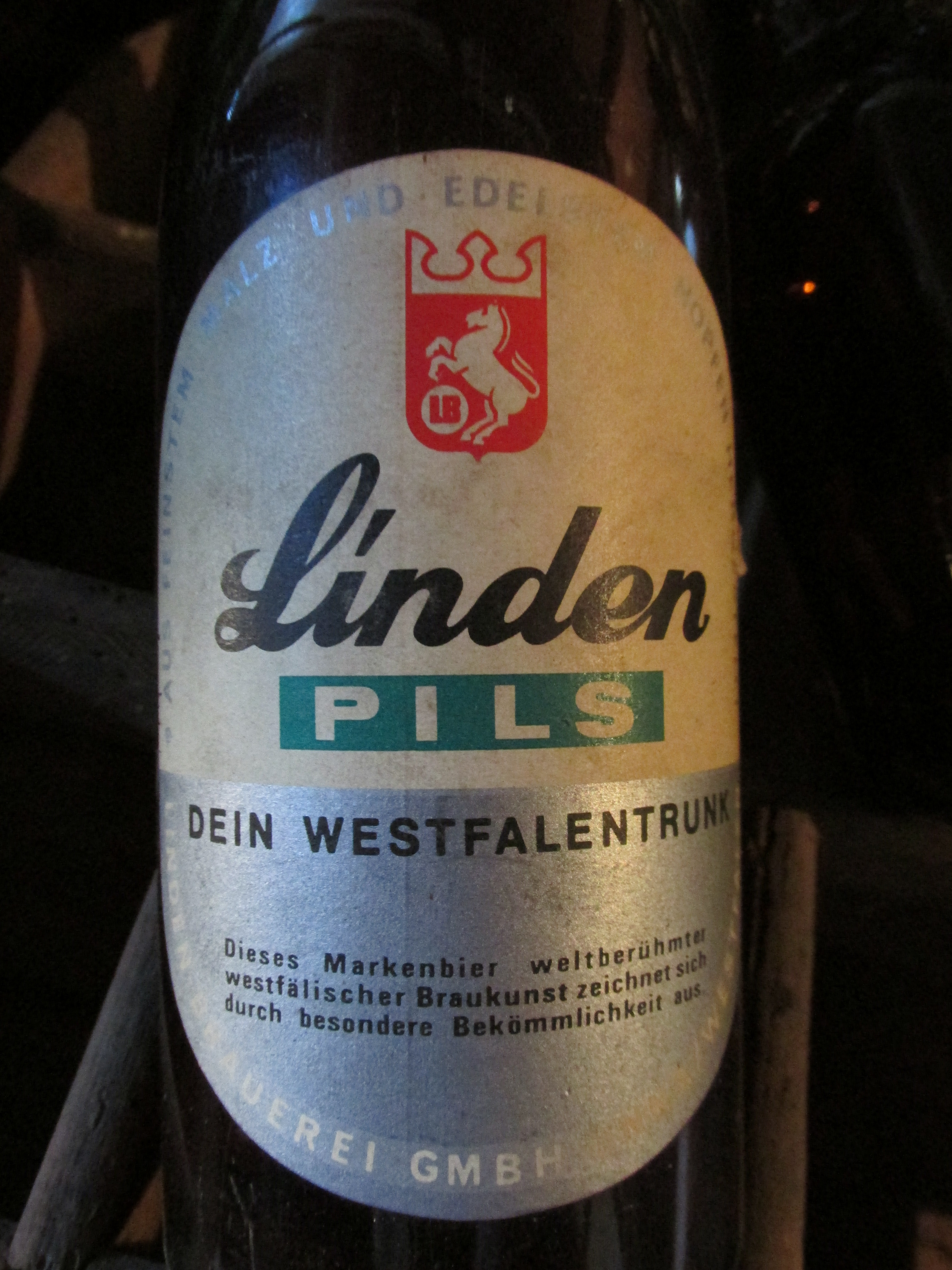
Linden-Pils

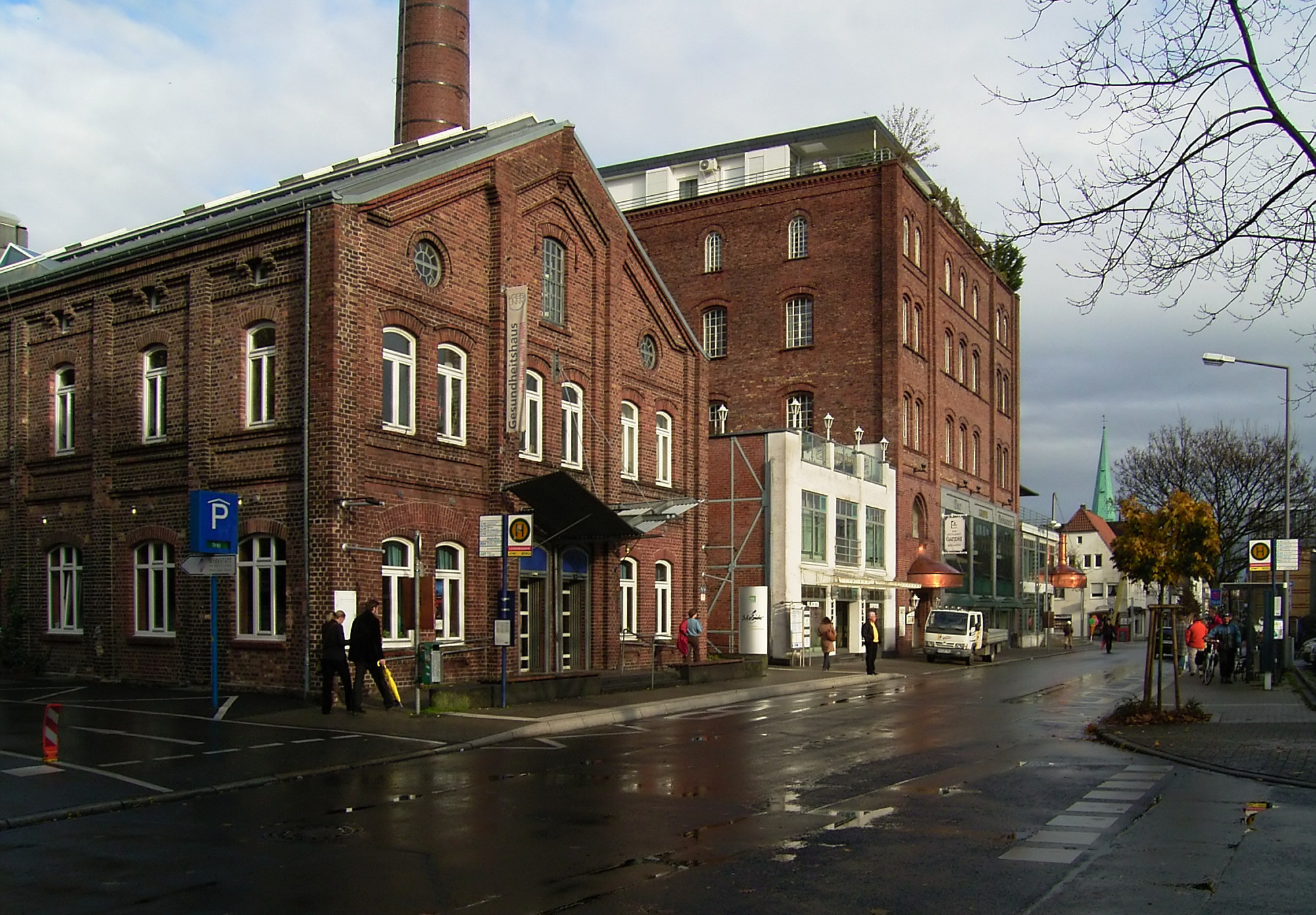
Die Lindenbrauerei 2006

Die Lindenbrauerei ist eine Braustätte in Unna. Die Brauerei wurde von Wilhelm Rasche jun. (-1871), Wilh. Ulmcke und Wilhelm Beckmann (1839–1892) ab 1859 in mehreren Bauabschnitten errichtet und produzierte bis 1979 die über die Grenzen Unnas hinaus bekannten Linden-Biere. Zunächst hieß die Brauerei „RASCHE & BECKMANN“, ab 1880 trug sie den Namen „LINDEN-BRAUEREI“.
Das ehemalige Sudhaus aus dem späten 19. Jahrhundert, das Kesselhaus und das Schalandergebäude aus der Zeit der Jahrhundertwende sowie der Schornstein von 1936 stehen unter Denkmalschutz.
Heute ist in der Lindenbrauerei ein soziokulturelles Zentrum untergebracht.
In den Veranstaltungsstätten der Lindenbrauerei werden regelmäßig Konzerte, Kabarett und Ausstellungen präsentiert. Abgerundet wird das Angebot durch eine Gastronomie. Seit September 2002 wird in der Lindenbrauerei auch wieder Bier gebraut; in einer Hausbrauerei wird ein naturtrübes Bier produziert, das ausschließlich in der Gastronomie der Lindenbrauerei, dem Schalander, ausgeschenkt wird. Außerdem finden hier regelmäßig Veranstaltungen zum Thema „Bier“ statt. Die Bierakademie sowie Brauseminare sind nur einige davon.
Die Lindenbrauerei ist Teil der Route der Industriekultur und beherbergt seit 2001 das Zentrum für Internationale Lichtkunst. Auf dem Gelände wurde 2004 das Zentrum für Information und Bildung (ZIB) eröffnet, das Volkshochschule, Stadtbibliothek, Stadtarchiv und andere Kultur- und Weiterbildungsangebote der Stadt Unna vereinigt.